# Sandby, Lolland
Sandby är en ort på ön Lolland i Danmark.   Den ligger i kommunen Lollands kommun och regionen Region Själland, i den sydöstra delen av landet, 130 km sydväst om Köpenhamn. Antalet invånare är 361. Närmaste större samhälle är Nakskov, 5 km sydost om Sandby. Trakten runt Sandby består till största delen av jordbruksmark.